# Thélod
Thélod est une commune française située dans le département de Meurthe-et-Moselle en région Grand Est.

## Géographie

### Localisation
Ce village est situé à 24 km de Nancy, et à 11 km de Vézelise.

### Géologie et relief
D’après les données Corine Land Cover, le ban communal de 1 084 hectares comportait en 2011 plus de 35 % de terres arables et de prairies, près de 27 % de forêt, 35 % de surfaces agricoles diverses, et 3 % de zones urbanisées.
Thélod est adossée à une colline où subsistent les restes de la cheminée d'un ancien volcan daté de la fin de l'Ère secondaire ou du début de l'Ère tertiaire.

### Hydrographie
La commune est dans le bassin versant du Rhin au sein du bassin Rhin-Meuse. Elle est drainée par le ruisseau d'Attigny, le ruisseau de Lace, le ruisseau de l'Arot, le ruisseau de Rouau  et le ruisseau de Rousse,,.

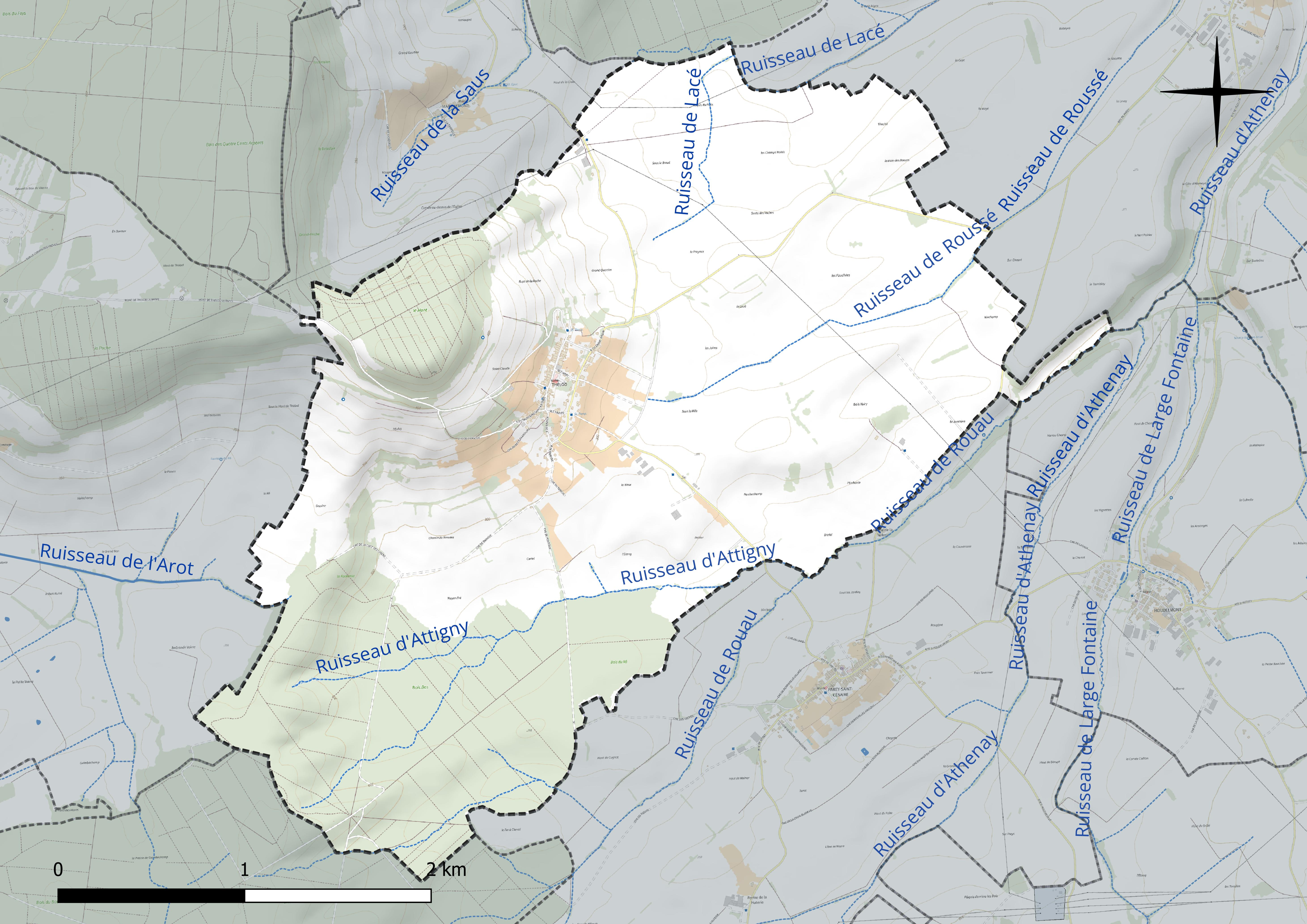
Réseau hydrographique de Thélod.

### Climat
Pour des articles plus généraux, voir Climat du Grand Est et Climat de Meurthe-et-Moselle.
En 2010, le climat de la commune est de type climat des marges montargnardes, selon une étude du Centre national de la recherche scientifique s'appuyant sur une série de données couvrant la période 1971-2000. En 2020, Météo-France publie une typologie des climats de la France métropolitaine dans laquelle la commune est dans une zone de transition entre le climat océanique altéré et le climat océanique altéré et est dans la région climatique  Lorraine, plateau de Langres, Morvan, caractérisée par un hiver rude (1,5 °C), des vents modérés et des brouillards fréquents en automne et hiver. 
Pour la période 1971-2000, la température annuelle moyenne est de 9,6 °C, avec une amplitude thermique annuelle de 17 °C. Le cumul annuel moyen de précipitations est de 851 mm, avec 12,2 jours de précipitations en janvier et 9,6 jours en juillet. Pour la période 1991-2020, la température moyenne annuelle observée sur la station météorologique de Météo-France la plus proche, « Nancy-Ochey », sur la commune d'Ochey à 9 km à vol d'oiseau, est de 10,5 °C et le cumul annuel moyen de précipitations est de 810,4 mm. 
La température maximale relevée sur cette station est de 39,6 °C, atteinte le 25 juillet 2019 ; la température minimale est de −19,1 °C, atteinte le 12 janvier 1987,,. 
Les paramètres climatiques de la commune ont été estimés pour le milieu du siècle (2041-2070) selon différents scénarios d'émission de gaz à effet de serre à partir des nouvelles projections climatiques de référence DRIAS-2020. Ils sont consultables sur un site dédié publié par Météo-France en novembre 2022.

### Sismicité
Commune située dans une zone 1 de sismicité très faible.

### Communes limitrophes
| Marthemont | Maizières | Xeuilley            |
| Germiny    | Thélod    | Houdelmont          |
| Crépey     | Goviller  | Parey-Saint-Césaire |

## Urbanisme

### Typologie
Au 1er janvier 2024, Thélod est catégorisée commune rurale à habitat dispersé, selon la nouvelle grille communale de densité à sept niveaux définie par l'Insee en 2022.
Elle est située hors unité urbaine. Par ailleurs la commune fait partie de l'aire d'attraction de Nancy, dont elle est une commune de la couronne,. Cette aire, qui regroupe 353 communes, est catégorisée dans les aires de 200 000 à moins de 700 000 habitants,.

### Occupation des sols
L'occupation des sols de la commune, telle qu'elle ressort de la base de données européenne d’occupation biophysique des sols Corine Land Cover (CLC), est marquée par l'importance des territoires agricoles (69,2 % en 2018), en diminution par rapport à 1990 (72,8 %). La répartition détaillée en 2018 est la suivante : prairies (35 %), terres arables (34,2 %), forêts (27,2 %), zones urbanisées (3,6 %). L'évolution de l’occupation des sols de la commune et de ses infrastructures peut être observée sur les différentes représentations cartographiques du territoire : la carte de Cassini (XVIIIe siècle), la carte d'état-major (1820-1866) et les cartes ou photos aériennes de l'IGN pour la période actuelle (1950 à aujourd'hui).

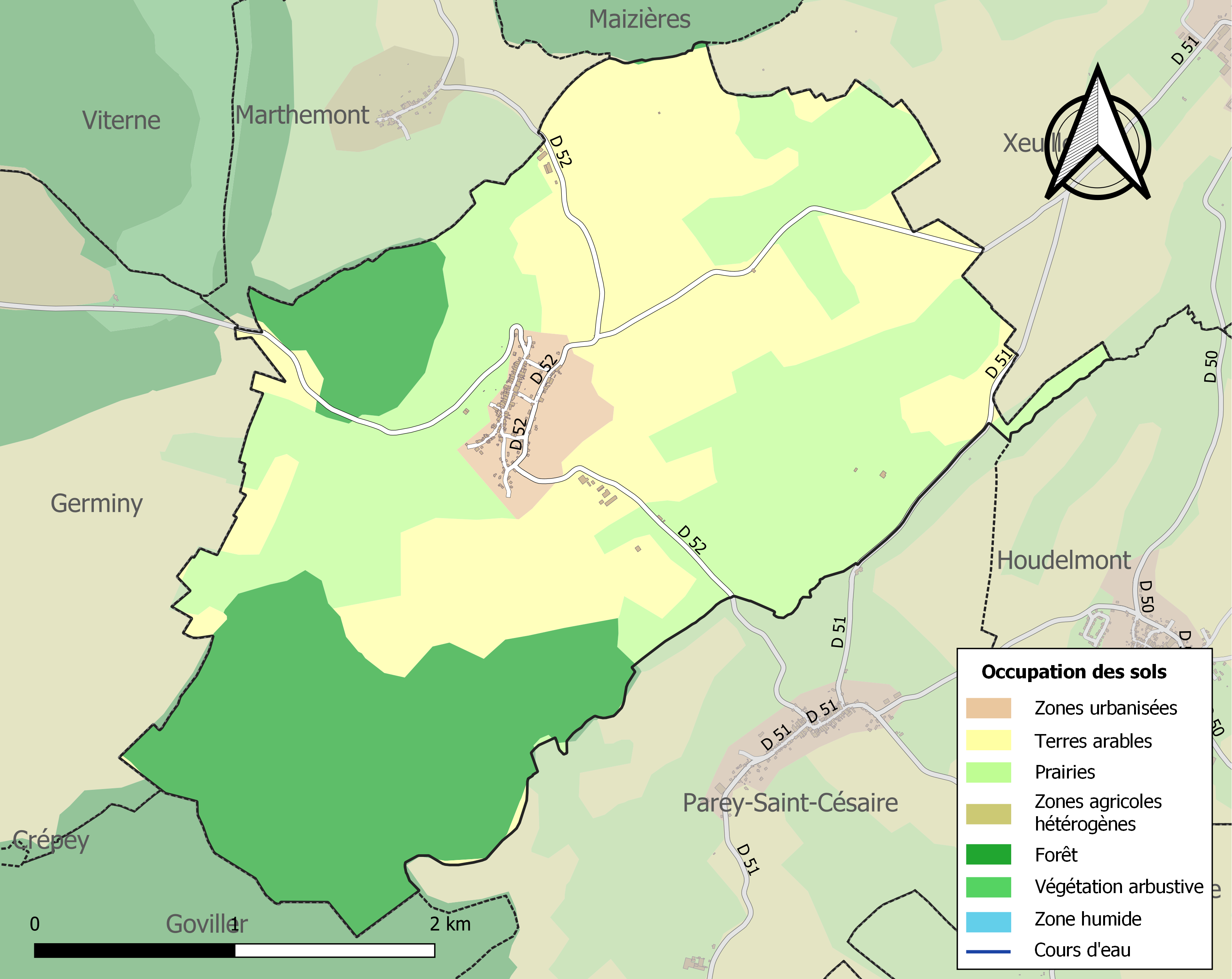
Carte des infrastructures et de l'occupation des sols de la commune en 2018 (CLC).

## Toponymie
Alodium de Toullo (1127-1168), Feodum de Toulo (1235), Tullou (1279), Tullon (1305), Thelou (1368), Thelodium (1359), Telodium (1378), Tellodium (1380), Tello (1390), Chastel fourteresse et ville de Thouloud (1427), Thoulon (1456), Thelloud (1487) et Tholodium (1526), sont les différentes graphies recensées dans le Dictionnaire topographique du département de la Meurthe.

### Micro-toponymie
Le dictionnaire cite également un écart : Saint-Claude, ancien ermitage existant autrefois sur le ban de Thélod. Comme de nombreux villages, celui-ci possédait une terre commune destinée à la pâture des animaux, on le retrouve au lieu-dit l'Emban(n)ie (fig. 1) où se pratiquait probablement la vaine (ou vive) pâture.

## Histoire
Jules Beaupré rapporte, dans son répertoire archéologique, la découverte d'indices de l'occupation du territoire aux âges des métaux, voire encore plus anciennement, et à l'époque gallo-romaine :
«A l'extrémité Nord-Est du plateau petite enceinte (90 mètres de long sur 20 de large) ; aux alentours, on trouve des éclats de silex. Le Musée Lorrain possède une pointe de flèche en silex venant de Thélod. Débris de constructions au Trésor, où l'on a découvert des monnaies d'or, aux Noires terres et au Raimoy.»
E. Grosse et H. Lepage ont synthétisé les sources anciennes (archives lorraines) dans une courte notice sur ce bourg :
« Dépendant du conté de Vaudémont, Thélod fut le terre d’une famille noble illustre, aujourd'hui éteinte. On y voyait un château fort qui fut assiégé par les troupes Lorraines, sous le duc René I. La terre de Thélod, avec le château et ses dépendances, fut donné à un bailli du comte de Vaudémont Paffenhofen en 1358. René II l'échangea, pour d'autres propriétés, en 1485.Le Village avait acquis une assez grande renommée sous les règnes de François et de Charles IV, ducs de Lorraine : il devint la possession du prince Nicolas, comte de Chaligny, et rentra ensuite dans l'obscurité. On y avait établi un fief, nommé Prémont, et un ermitage sous l'invocation de Saint-Claude. »,
- Existence de seigneurs de Thélod jusqu'en 1390.
- Château assiégé en 1431.
- Fondation d'une chapelle avec quatre chapelains par le Pfaffenhoffen après 1485.
- Détruit pendant la guerre de Trente Ans.

### Anecdote
Dans un journal de 1869, on peut lire le récit de cette aventure :
« François Georges, âgé de soixante deux ans, propriétaire à Thélod, se rendant à Goviller en suivant un chemin de traverse qui aboutit à la forêt, ne tarda pas à faire rencontre d'un loup furieux qui se jeta sur lui et avec lequel il dut engager une lutte corps à corps (…) Georges ne dut son salut qu'à la prompte intervention du sieur Joseph Carisois, âgé de quarante ans, vigneron à Thélod, qui fut à son tour renversé par le féroce animal, mais en fut heureusement quitte pour une légère égratignure (...) Le loup se dirigea ensuite vers le village précité, où l'alarme commençait à se répandre, en raison des cris poussés par M. Georges. M. Jules Villaume, âgé de quarante-six ans, propriétaire, s'arma de son fusil, et se porta résolument à la rencontre de l'animal qu'il étendit roide mort d'un coup déchargé dans la gueule, à bout portant. »

## Politique et administration
| Période                                  | Période                   | Identité                                          | Étiquette | Qualité |
| ---------------------------------------- | ------------------------- | ------------------------------------------------- | --------- | ------- |
| Les données manquantes sont à compléter. |                           |                                                   |           |         |
| mars 2001                                | En cours (au 27 mai 2020) | Anne-Marie Rothon Réélue pour le mandat 2020-2026 |           |         |

### Budget et fiscalité 2021
En 2021, le budget de la commune était constitué ainsi :
- total des produits de fonctionnement : 183 000 €, soit 727 € par habitant ;
- total des charges de fonctionnement : 140 000 €, soit 554 € par habitant ;
- total des ressources d'investissement : 108 000 €, soit 429 € par habitant ;
- total des emplois d'investissement : 71 000 €, soit 282 € par habitant ;
- endettement : 240 000 €, soit 952 € par habitant.

Avec les taux de fiscalité suivants :
- taxe d'habitation : 12,59 % ;
- taxe foncière sur les propriétés bâties : 32,93 % ;
- taxe foncière sur les propriétés non bâties : 46,82 % ;
- taxe additionnelle à la taxe foncière sur les propriétés non bâties : 0,00 % ;
- cotisation foncière des entreprises : 0,00 %.

Chiffres clés Revenus et pauvreté des ménages en 2020 : médiane en 2020 du revenu disponible, par unité de consommation : 26 370 €.

## Population et société

### Démographie

#### Évolution démographique
L'évolution du nombre d'habitants est connue à travers les recensements de la population effectués dans la commune depuis 1793. Pour les communes de moins de 10 000 habitants, une enquête de recensement portant sur toute la population est réalisée tous les cinq ans, les populations de référence des années intermédiaires étant quant à elles estimées par interpolation ou extrapolation. Pour la commune, le premier recensement exhaustif entrant dans le cadre du nouveau dispositif a été réalisé en 2008.

En 2022, la commune comptait 250 habitants, en évolution de +0,4 % par rapport à 2016 (Meurthe-et-Moselle : −0,13 %, France hors Mayotte : +2,11 %).
| 1793 | 1800 | 1806 | 1821 | 1831 | 1836 | 1841 | 1846 | 1851 |
| ---- | ---- | ---- | ---- | ---- | ---- | ---- | ---- | ---- |
| 389  | 454  | 442  | 493  | 512  | 509  | 505  | 510  | 509  |

| 1856 | 1861 | 1872 | 1876 | 1881 | 1886 | 1891 | 1896 | 1901 |
| ---- | ---- | ---- | ---- | ---- | ---- | ---- | ---- | ---- |
| 450  | 447  | 411  | 409  | 355  | 350  | 332  | 312  | 331  |

| 1906 | 1911 | 1921 | 1926 | 1931 | 1936 | 1946 | 1954 | 1962 |
| ---- | ---- | ---- | ---- | ---- | ---- | ---- | ---- | ---- |
| 317  | 302  | 265  | 253  | 236  | 245  | 254  | 172  | 167  |

| 1968 | 1975 | 1982 | 1990 | 1999 | 2006 | 2008 | 2013 | 2018 |
| ---- | ---- | ---- | ---- | ---- | ---- | ---- | ---- | ---- |
| 142  | 119  | 167  | 217  | 258  | 262  | 263  | 254  | 252  |

| 2022 | - | - | - | - | - | - | - | - |
| ---- | - | - | - | - | - | - | - | - |
| 250  | - | - | - | - | - | - | - | - |

### Enseignement
Établissements d'enseignements :
- Écoles maternelles et primaires à Houdelmont, Xeuilley, Maizières, Viterne, Bainville-sur-Madon.
- Écoles primaires à Parey-Saint-Césaire, Houdelmont, Xeuilley, Maizières, Viterne.
- Collèges à Vézelise, Neuves-Maisons, Neuves-Maisons, Colombey-les-Belles, Ludres.
- Lycées à Pont-Saint-Vincent, Villers-lès-Nancy, Vandœuvre-lès-Nancy, Laxou.

### Santé
Professionnels et établisements de santé :
- Médecins à Bainville-sur-Madon, Pont-Saint-Vincent, Pulligny, Vézelise, Neuves-Maisons, Méréville.
- Pharmacies à Pont-Saint-Vincent, Pulligny, Vézelise, Neuves-Maisons, Chaligny, Flavigny-sur-Moselle.
- Hôpitaux à Neuves-Maisons, Vandoeuvre-lès-Nancy, Laxou, Dommartin-lès-Toul, Nancy.
- Centre hospitalier régional et universitaire de Nancy.

### Cultes
- Culte catholique, Paroisse La Visitation sur Moselle et Madon[37], Diocèse de Nancy et Toul.

## Économie

### Entreprises et commerces

#### Secteur primaire ouAgriculture
D'après les historiens (Grosse, Lepage), l’activité était rurale et viticole au XIXe siècle :
« Surf. territ. : 1 076 hect. ; 522 à 529 en terres lab. ; 148 à 151 en prés, 46 à 50 en vignes, dont les produits sont médiocres, 58 en bois. »
Le secteur primaire comprend, outre les exploitations agricoles et les élevages, les établissements liés à l’exploitation de la forêt et les pêcheurs.D'après le recensement agricole 2010 du Ministère de l'agriculture (Agreste), la commune de Thélod était majoritairement orientée sur la production de bovins  (auparavant polyculture et poly-élevage) sur une surface agricole utilisée d'environ 735 hectares (supérieure à la surface cultivable communale) en nette augmentation depuis 1988 - Le cheptel en unité de gros bétail s'est renforcé de 312 à 754 entre 1988 et 2010. Il n'y avait plus que quatre exploitations agricoles ayant leur siège dans la commune employant huit unités de travail (12 exploitations / 9 unités de travail en 1988).

#### Tourisme
- Hébergements et restauration[39].

#### Commerces et services
- Commerces et services.

## Culture locale et patrimoine

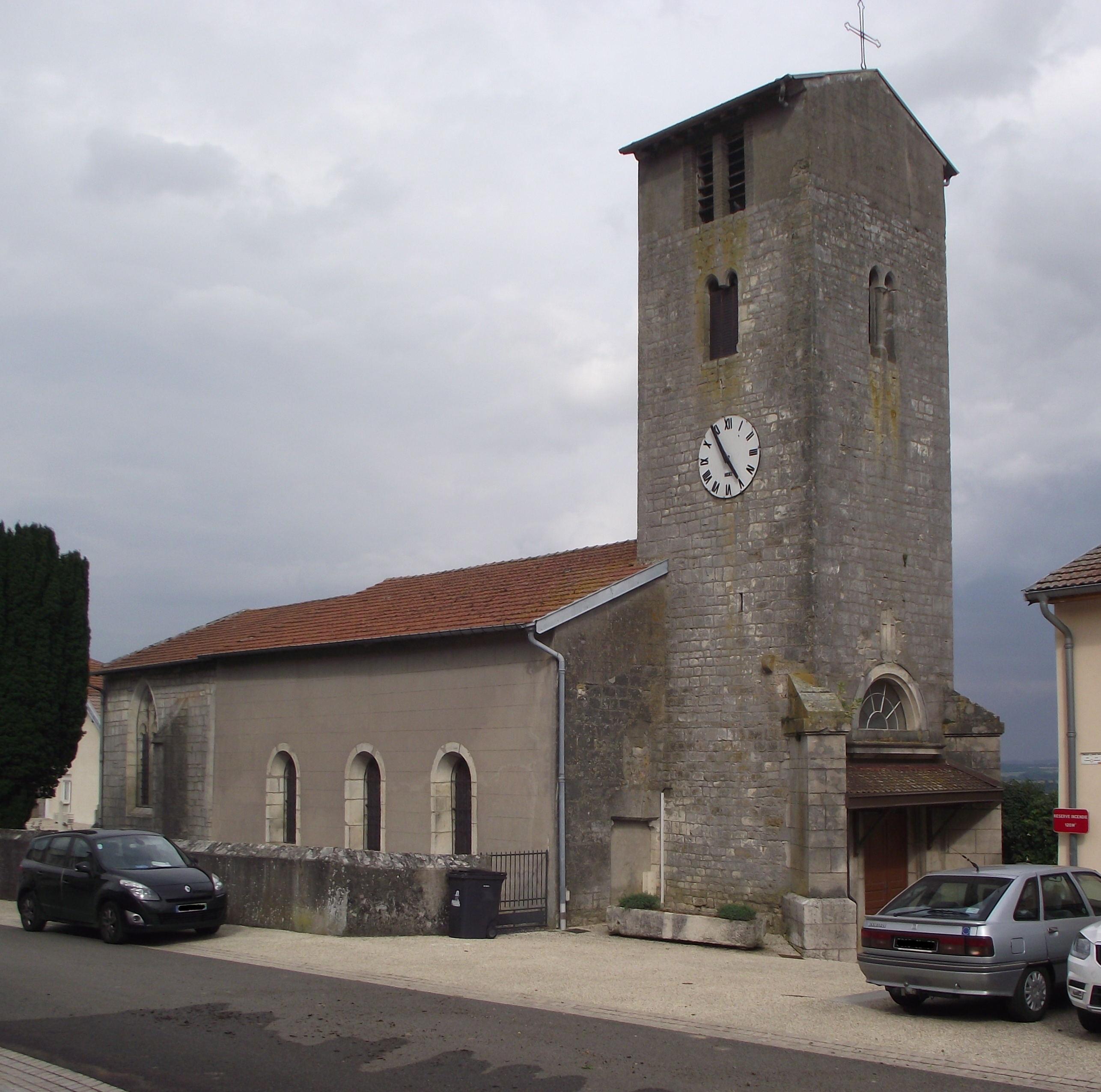
Église de Thelod.
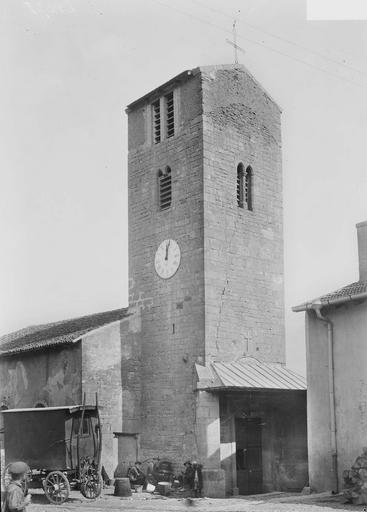
Clocher en 1914.
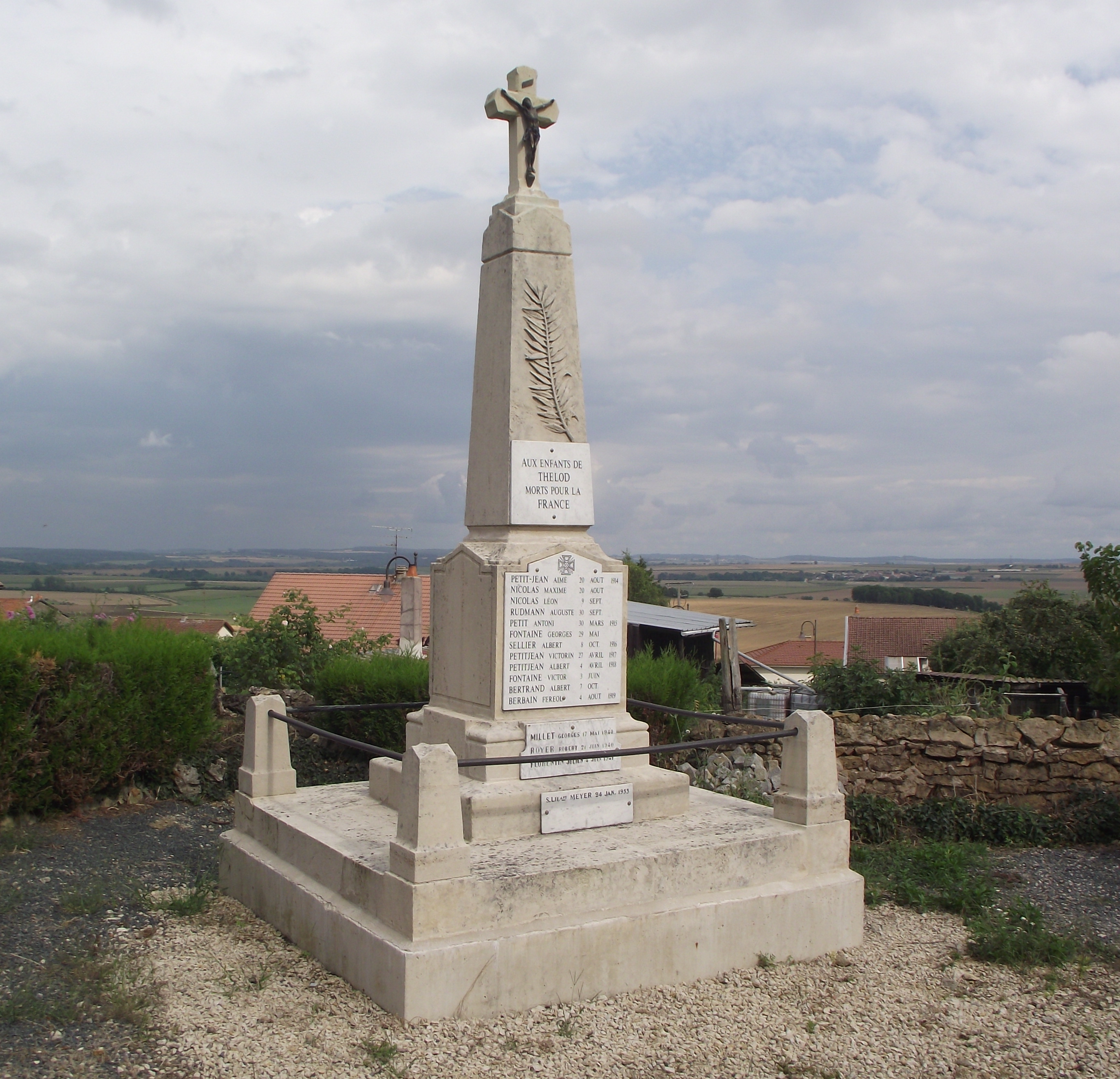
Aux enfants de Thélod morts pour la France.
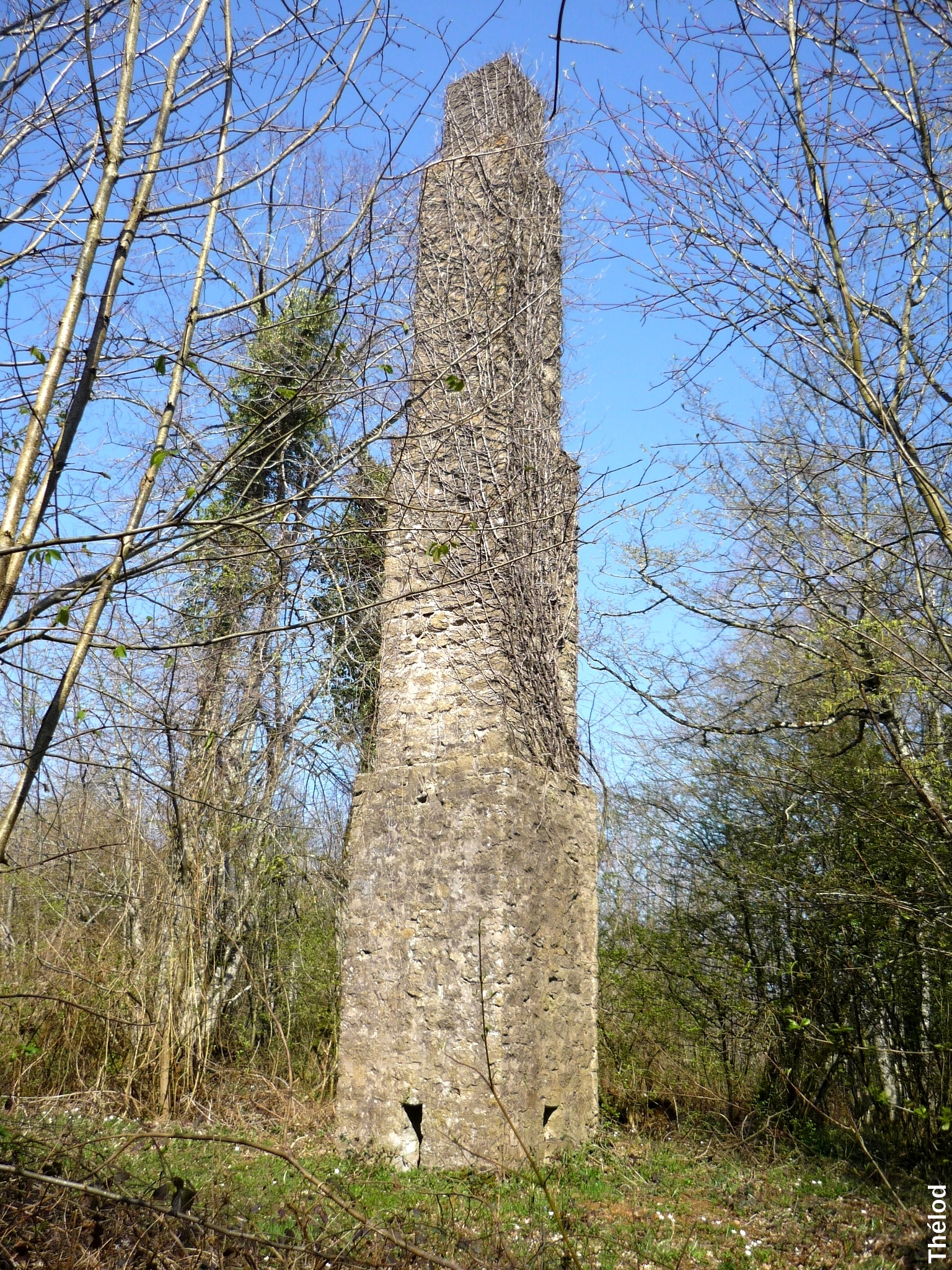
Cheminée géodésique.

### Lieux et monuments
Patrimoine civil :
- Château fort attesté dès le XIVe siècle[40] et qui appartint dès 1427 à Antoine de Vaudémont ; pris et très endommagé en 1431 par les hommes de René d'Anjou ; engagé en 1438 par Antoine à son bailli Gérard de Pfaffenhofen ; les Pfaffenhofen y fondèrent une chapelle avec quatre chapelains ; le château fut brûlé lors de l'expédition des reîtres en 1587, puis détruit définitivement par les Français pendant la guerre de Trente ans[41].
- Demeure (tour) dite château et tour des Templiers construite au XVe siècle[42].
- Oppidum de Thélod au lieu-dit Bois du Mont (en bordure est)[43].
- Maison forte du village, résidence secondaire d'un seigneur de la région, devenue au cours de l'Histoire un relais des postes (étant séparé, au mètre près, de 25 km du relais des postes de Nancy, distance qu'un cheval peut parcourir sans boire ni manger). C'est aujourd'hui une propriété privée.
- Le lavoir de la Malaisée[44].
- Arbres remarquables de la Forêt du Bois Bas[45].

Patrimoine religieux :
- Église paroissiale[46] romane Saint-Pierre-et-Saint-Epvre dont il subsiste un chœur à deux travées agrandi au sud par deux chapelles, la première fondée vers 1500 par Thomas de Pfaffenhofen, la seconde du XVIe siècle ; nef du XVIIIe siècle légèrement décalée vers le nord par rapport au chœur ; tour-clocher hors-œuvre du XIIIe ou XIVe siècle[47], avec éléments défensifs peut-être remployés[48].

Verrières,,.
Objets mobiliers :
* Ensemble de 3 autels et retables : la Cène, la Mort de saint Joseph et la Nativité.
* Christ en croix,.
* Tombeau anonyme.
* Fonts baptismaux.
* Statue de confrérie de saint Nicolas.
* Statue saint Epvre ?.
* Chaire à prêcher.
- Monument aux morts, guerres de 1914-1918 et 1939-1945.
- Calvaire « recomposé »[60],[61].
- Croix fait la guerre (XVe-1712)[62].

### Personnalités liées à la commune
- Pierre Thélod, dit Pélegrin (†1511)[63], seigneur de Remicourt, châtelain de Vézelise (à partir de 1486) et valet de chambre du duc René II de Lorraine, anobli le 24 novembre 1482, et sa femme, Madeleine Simier(re)[25],[64].

### Héraldique, logotype et devise
| Blason de Thélod | Blason  | Écartelé aux 1 - 4 d'argent à trois fasces de sable, et aux 2 - 3 d'argent à trois têtes de Maure de sable accompagnées en cœur d'un croissant d'or. |
| Blason de Thélod | Détails | Il s'agit, d'une part, des armes de la famille "Thélod", d'ancienne chevalerie lorraine, seigneur du lieu au Moyen Age (les fasces de sable), et d'autre part, des armes de la famille de Pfaffenhofen (les têtes de Maures). En effet cette famille était seigneur de Thélod aux XVe et XVIe siècles. Thomas de Pfaffenhofen (†1507) avait fait édifier la chapelle castrale attenant à l'église. Le statut officiel du blason reste à déterminer. |